# 莫兰森戈
莫兰森戈（義大利語：Moransengo），是意大利阿斯蒂省的一个市镇。总面积5.37平方公里，人口212人，人口密度39.5人/平方公里（2009年）。ISTAT代码为005079。